# Мануель Маркес Стерлінг
Карлос Мануель Августін Маркес Стерлінг-і-Лорет де Мола (ісп. Carlos Manuel Agustin Márquez Sterling y Loret de Mola; 28 серпня 1872, Ліма, Перу — 9 грудня 1934, Вашингтон, США) — кубинський державний та політичний діяч, дипломат, правник, письменник та журналіст, тимчасовий президент Куби (18 січня 1934 — 18 січня 1934). Автор кількох книг з шахів. Писав під псевдонімами: Треземез, Мола Мануель Маркес, Карлос Лойсел та XXX. Виступан на 3-у міжнародному шаховому турнірі «Париж 1900», що проходив з 17 травня по 24 червня 1900 року в Парижі, де зайняв 16-17 місце.

## Біографія
Мануель Августін Маркес Стерлінг народився в посольстві Куби у Лімі, таким чином, з юридичної точки зору, він є кубинцем. У десять років він переїхав із сім'єю в Пуерто-Принсіпі (нині Камагуей, Куба).
У п'ятнадцять років Стерлінг заснував часопис «Student». У 1889 році закінчив середню школу Пуерто-Принсіпі. Через бронхіальну астму батьки відправили його до Мексики у Мериду, щоб відновити підірваний стан здоров'я. У кінці 1891 року він повернувся в Камагуей та вступив у Гаванський університет на правничий факультет.
Стерлінг у 1894 році поїхав до Мексики, де працював у банку, видавав часопис «Арт-Філідор». У тому ж році він познайомився з Хосе Марті. Мануель Маркес Стерлінг поїхав у Нью-Йорк, потім у Париж та Мадриді. Співпрацював з Міжнародним шаховим часописом.
У Мексиці Мануель Маркес Стерлінг заснував щотижневу революційну газету «Ла-Луча». У Гавані він писав для «Patria», «Ель-Фігаро» (1900—1926). Мануеля Маркеса Стерлінга було призначено секретарем посольства Куби в Мексиці. Невдовзі Стерлінг був оголошений персоною нон ґрата міністром закордонних справ Мексики, через його статті про Порфіріо Діаса.
У 1907 році був призначений генеральним консулом Куби в Буенос-Айресі. Надалі працював на дипломатичних посадах в Латинській Америці та Сполучених Штатах. У 1913 року Мануель Августін Маркес Стерлінг став послом Куби в Мексиці.
У 1916 році в Гавані він заснував газету «Геральдо-де-Куба». Мануель Маркес Стерлінг був удостоєний ступеня почесного доктора Національного університету Мексики у 1921 році. Стерлінг був професором в «Інституті дипломатичної служби» «Гаванського університету», член «Національної академії мистецтв і літератури» з 1910 року. 1929 року Стерлінг став членом Академії історії Куби.
Стерлінг був Державним секретарем при президенті Рамоні Грау Сан-Мартін.
18 січня 1934 року, коли президент Карлос Гавілан був змушений піти у відставку, Мануель Маркес Стерлінг, тодішній держсекретар, виконував обов'язки президента з 6 ранку до полудня, після чого він передав повноваження Карлосу Мендьєті.
Був послом Куби у Вашингтоні з 1934 року. 29 травня 1934 року Мануель Маркес Стерлінг підписав «Угоду про взаємну торгівлю між Кубою і США», у якій «поправка Платта» була скасований.
Мануель Маркес Стерлінг помер 9 грудня 1934 року у Вашингтоні.

## Праці
- «Menudencias de crítica literaria»
- «Hombres de pro»
- «Tristes alegres»
- «Ideas y sensaciones»
- «Psicología profana»
- «La muerte del Libertador»
- «Burla, burlando»
- «La Diplomacia en nuestra historia»
- «Los últimos días del presidente Madero»
- «Las Conferencias de Shoreham»
- «El proceso histórico de la Enmienda Platt»